# Zakaria El Ouahdi
Zakaria El Ouahdi (en arabe : زكريا الواحدي), né le 31 décembre 2001 à Hoboken en Belgique, est un footballeur belgo-marocain qui joue au poste d'arrière droit au KRC Genk.

## Biographie
Zakaria El Ouahdi naît à Hoboken à Anvers (Belgique néerlandophone), y grandit, déménage à Wilrijk avant de s'installer dans le quartier de Merksem au sein d'une famille marocaine de huit enfants (il a quatre frères et trois sœurs). Ayant une résidence à Tanger, son père est originaire d'Al Hoceïma et sa mère de Nador au Maroc. Lorsqu'il a six ans, il s'inspire déjà de football en évoluant dans son quartier avec son oncle et les grands du quartier.

### Débuts et intégration à l'académie Zulte Waregem (2011-2021)
Toujours avec un ballon aux pieds dès son enfance, il a pour but de jouer dans un club de football. Sa mère l'inscrit au Beerschot VAC, un club situé pas loin de son domicile familial avec l'équipe première qui évolue en première division belge. Après deux saisons, le club ne voit aucun avenir au jeune El Ouahdi,. À la suite de cela, il est inscrit pour jouer avec les catégories inférieures de futsal du FT Antwerpen (nl), club évoluant en D1 futsal.

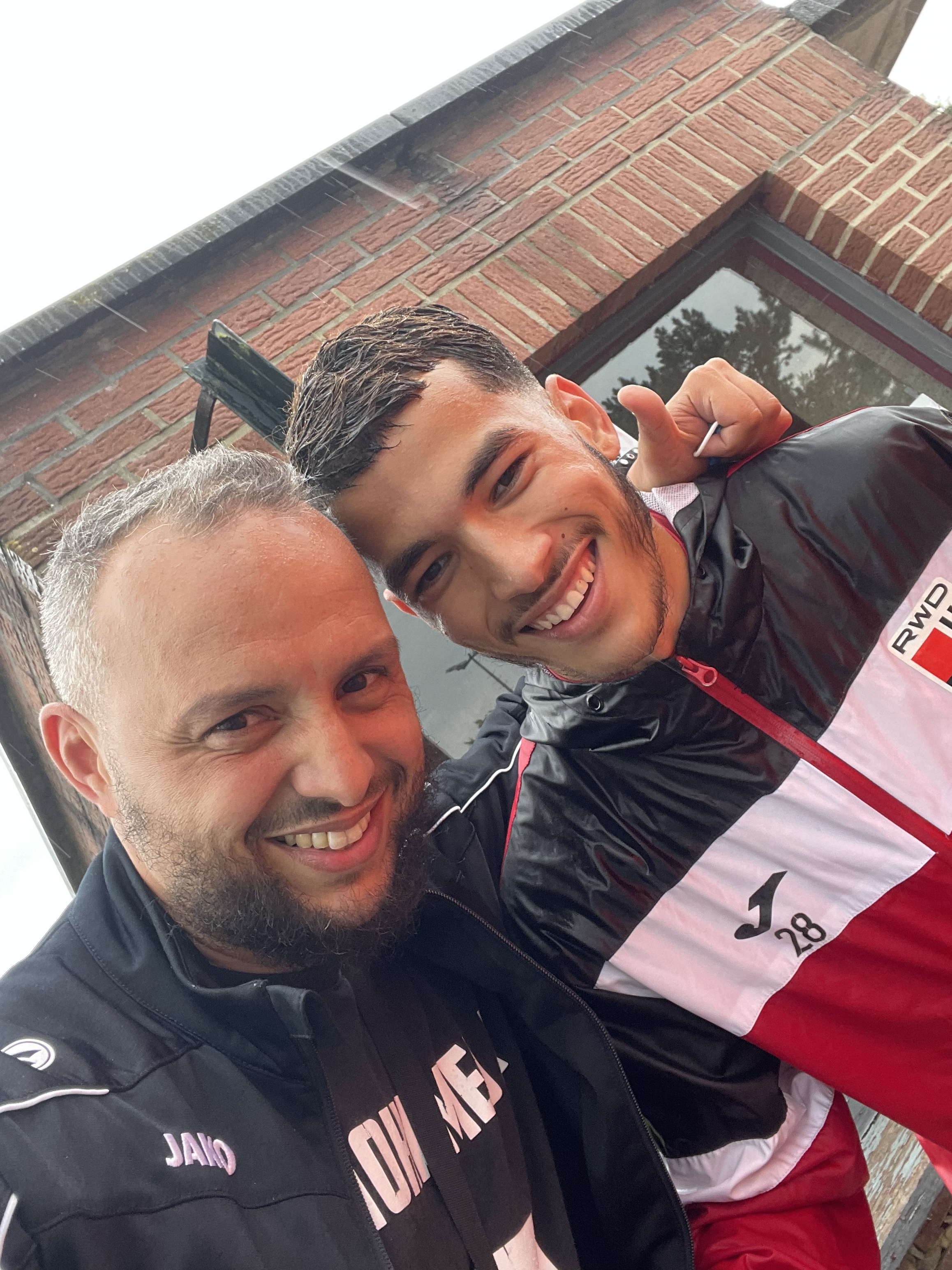
Mohamed (à gauche) joue un rôle important dans le début de carrière de Zakaria El Ouahdi (à droite).

Il intègre l'académie du Zulte Waregem au sein d'un nouveau cadre où il s'entraîne deux fois plus et où il suit également sa scolarité cinq jours sur sept. Il déclare lors d'une interview : « On a dû jouer pieds nus, sans chaussures. ». Il y côtoie ainsi Anass Zaroury, un autre joueur devenu par la suite professionnel. À la suite d'une fermeture de l'académie en 2018, il est redirigé au niveau provinciale, donne son désaccord d'y jouer et se retrouve alors sans club.
Parti à la recherche d'un nouveau club avec son père, il rencontre des difficultés à trouver de la place au sein des effectifs dans les clubs. Son père l'emmène alors à Manchester en Angleterre où il fait des entraînements acharnés sur son physique et apprend également à parler l'anglais au Manchester International Football Academy (MIFA),. Après une année passée à Manchester, il rejoint l'Italie où il passe des stages dans les effectifs amateurs de l'Atletico Piombino et celui de l'AC Locri. Pendant que l'Atletico Piombino envisage de proposer un premier contrat à El Ouahdi, son père s'y oppose catégoriquement, craignant de laisser son fils, âgé de seulement dix-sept ans à l'époque, seul dans un pays étranger.
Lors de son retour en Belgique, il trouve refuge au Berchem Sport qui le recrute pour évoluer en quatrième division après une longue négociation entre le staff et le père de Zakaria. Le club trouvait qu'El Ouahdi n'était pas encore prêt pour jouer avec le club. Dans un premier temps, Zakaria intègre d'abord la catégorie U19 du club. Grâce à de bonnes entrées en jeu, il monte rapidement de catégorie en intégrant les U21. Lors d'un après-match U19 entre son club et le Rupel Boom FC durant laquelle sa prestation fait bonne figure, l'entraîneur adverse prend rapidement contact avec le père de Zakaria El Ouahdi.
Après des essais au Rupel Boom FC (troisième division), Zakaria El Ouahdi y est officiellement transféré pour la saison qui suit et intègre l'effectif U21.  Après un nouveau travail physique acharné en compagnie de son père, El Ouahdi livre une prestation remarquable en inscrivant un triplé contre le Beerschot VAC en U21. À la suite de cette prestation, il reçoit les éloges de l'entraîneur de l'équipe première qui l'intègre définitivement dans son effectif. Il dispute son premier match avec les professionnels en étant titularisé contre le KOSC Wijgmaal, tape à l'œil et est déjà l'auteur de son premier but à l'occasion d'un match de Coupe de Belgique (victoire, 4-0). Il reçoit ainsi la distinction d'homme du match. Quelques jours plus tard, la pandémie de Covid-19 met un terme à tous les matchs de la saison en Belgique,.

### RWD Molenbeek (2021-2023)
Après une discussion entre le père de Zakaria et Serge Beerens (CEO du RWD Molenbeek), il passe des tests d'essais à Molenbeek-Saint-Jean,,. Après un accord de l'entraîneur U21, Zakaria s'engage définitivement au RWD Molenbeek pour évoluer pendant trois mois avec les espoirs. Il est ensuite repris par l'entraîneur de l'équipe première pour effectuer ses premiers entraînements avec le groupe professionnel. Après avoir fait bonne impression, il reçoit son premier contrat professionnel le 9 septembre 2021 sous la houlette de l'entraîneur Vincent Euvrard. Cependant, il ne délaisse pas les études et combine sport avec l'école du soir.
Le 14 août 2021, il fait ses débuts professionnels en deuxième division belge en entrant en jeu à la 70e minute pour remplacer Corenthyn Lavie (nl) face au Royal Excel Mouscron à domicile au Stade Edmond Machtens (victoire, 3-1). Il porte alors le no 77. Le 3 octobre, il offre la victoire à son équipe en inscrivant son premier but en professionnel à la dernière minute du match à l'extérieur contre le KMSK Deinze (victoire, 1-2). Le 30 janvier 2022, il reçoit sa première titularisation à l'occasion de son 13e match en professionnel, contre le Royal Excel Mouscron (victoire, 2-1). Il termine la saison 2021-2022 professionnel en tant que vice-champion de la deuxième division belge, mais manque la montée en Jupiler Pro League lors des play-offs. La majorité des matchs disputés cette saison sont des entrées en jeu.
Lors de la saison 2022-2023, il rate son début de saison à la suite d'une blessure endurée lors des matchs amicaux de pré-saison. Il dispute son premier match le 24 septembre 2022 à l'occasion d'un match de Coupe de Belgique contre le KSV Audenarde en entrant en jeu à la 81e minute à la place de Vinícius Lopes (nl) (victoire, 3-0). Le 14 octobre, il inscrit son premier but de la saison contre le SL16 FC (victoire, 1-4). Deux semaines plus tard, il inscrit un nouveau but contre le K Lierse SK (victoire, 3-0). Le 29 janvier contre le K Lierse SK à l'occasion d'un match à l'extérieur, il est verbalement attaqué par des propos racistes provenant des tribunes adverses,. Peu après le match, il déclare : « Qu’on me tacle physiquement, ça fait partie du football. Mais si les insultes commencent à devenir personnelles, cela devient une autre affaire. Pourquoi s’attaquer à ma famille ou à ma culture ? Au final, vous devez apprendre à gérer cela, mais le respect fait partie du football. ». Le 12 mars 2023, il inscrit un triplé contre le Club Bruges II (victoire, 3-2),. Il déclare après le match : « Je n’avais jamais connu une telle émotion, c’est juste énorme. Voir la joie que ça procure aux supporters, j’adore ça. »,,. Il termine sa deuxième saison à Molenbeek en tant que champion de la deuxième division et assure une montée en Pro League,,.
Alors qu'El Ouahdi s'apprête à disputer une nouvelle saison au RWDM, le club se voit changer d'entraîneur et accueille le Brésilien Cláudio Caçapa. Titularisé lors de la pré-saison 2023-24 pour un match amical contre l'Olympique lyonnais, il marque l'unique but du match à la 68e minute (victoire, 0-1),. Le 29 juillet 2023, El Ouahdi dispute son premier match en première division en étant titularisé à domicile contre le KRC Genk (défaite, 0-4).

### KRC Genk (depuis 2023)
Le 4 septembre 2023, il s'engage pour trois saisons au KRC Genk pour un montant de 2,5 millions d'euros. Il rejoint ainsi son compatriote en sélection Bilal El Khannouss sous la houlette de l'entraîneur Wouter Vrancken en héritant de son numéro habituel no 77. Il déclare à propos de son transfert : « C'était le bon moment pour franchir ce nouveau palier. ».
Le 8 octobre, il dispute son premier match et ses 90 premières minutes avec Genk à l'occasion d'un match de championnat contre le KAA La Gantoise, étant titularisé en tant que latéral droit (match nul, 1-1).

### Carrière internationale
Possédant un double passeport belge et marocain, Zakaria El Ouahdi a l'embarras du choix concernant les sélections nationales. Il ne reçoit aucune convocation avec l'équipe de Belgique espoirs et ses catégories inférieures.

#### Parcours junior avec le Maroc (2023-2024)
Le 22 mars 2023, il reçoit sa première convocation avec le Maroc olympique sous la houlette du nouveau sélectionneur Issame Charaï pour un match amical face à la Côte d'Ivoire olympique à Rabat dans le cadre des préparations à la Coupe d'Afrique des nations des moins de 23 ans qui se déroulera au Maroc en 2023,,. Questionné par la presse belge sur ses possibilités à jouer pour les jeunes de la Belgique, il déclare : « Il y a toujours un choix possible. Mais le Maroc m’a appelé et je vais leur donner la priorité pour le moment. ». Lors de ce match, il est titularisé, inscrit le premier but et délivre une passe décisive sur le deuxième but marocain inscrit par Ismael Saibari (défaite, 2-3),,. Un jour plus tard, il figure à la une des journaux belges à la suite du fait qu'il fasse partie d'une génération dorée de belgo-marocains, faisant les beaux jours de l'équipe du Maroc,. Deux jours plus tard, il dispute son deuxième match amical face au Togo olympique (victoire, 2-0). Il enchaîne en entrant en jeu en deuxième mi-temps face à l'Ouzbékistan olympique, le 27 mars (victoire, 3-0).
Le 9 juin 2023, il figure sur la liste définitive d'Issame Charaï pour prendre part à la Coupe d'Afrique des nations des moins de 23 ans qui a lieu au Maroc. Les matchs de phase de groupe ont lieu en fin de mois de juin contre la Guinée olympique, le Ghana olympique et la Congo olympique au Complexe sportif Moulay-Abdallah de Rabat. Titulaire lors du premier match contre la Guinée olympique (victoire, 2-1), il fait une remarquable prestation et dispute également le deuxième match contre le Ghana olympique, validant ainsi son ticket pour les demi-finales de la compétition après une victoire de 5-1,. Le 30 juin, il est mis au repos par son entraîneur pour le troisième match contre le Congo olympique (victoire, 1-0),. Lors des demi-finales contre le Mali olympique, il inscrit le premier but du match grâce à une passe décisive d'Ismael Saibari (match nul, 2-2 et victoire aux t.a.b.). La finale est remportée par le Maroc contre l'Égypte olympique grâce à un but en prolongation d'Oussama Targhalline (victoire, 2-1),. El Ouahdi dispute 58 minutes en finale dans le poste de latéral droit avant d'être remplacé par Omar El Hilali. El Ouahdi termine la compétition en figurant dans l'équipe-type de la CAN U23 dans le poste de latéral droit.
Sélectionné en septembre 2023, il dispute un match amical le 7 septembre et marque le seul but du match contre le Brésil olympique à Fès en étant titularisé par Issame Charaï (victoire, 1-0),. Un deuxième match amical prévu le 11 septembre dans la même ville est annulé par la fédération marocaine à la suite du séisme au Maroc,.
Le 4 juillet 2024, il est sélectionné par Tarik Sektioui dans une liste de 22 joueurs avec le Maroc olympique pour prendre part aux Jeux olympiques 2024,. El Ouahdi est titularisé dans le poste d'arrière gauche durant toute la compétition et le Maroc termine les Jeux olympiques avec une médaille de bronze, derrière l'Espagne et la France.

#### Entre la Belgique et le Maroc (depuis 2024)
En octobre 2024, la presse flamande publie un article évoquant les possibilités de Zakaria El Ouahdi de rejoindre l'équipe de Belgique, qui manque de concurrence et de renouveau en équipe A, avec le poste de latéral droit occupé principalement par Timothy Castagne et Thomas Meunier. Cet article attire l'attention de la Fédération royale belge de football, qui suit de près les performances du joueur au KRC Genk. Lors d'une conférence de presse du sélectionneur Domenico Tedesco, la question sur El Ouahdi est évoquée. Le sélectionneur déclare alors : « Oui, on regarde sa situation, comme on le fait avec de nombreux joueurs. Nous recevons souvent des messages contradictoires sur qui peut jouer avec nous ou pas. Nous devons donc être sûrs que les joueurs que nous suivons sont sélectionnables. », Interviewé quelques semaines plus tard, El Ouahdi déclare lors d'un échange avec un journaliste belge, ne pas fermer la porte définitivement à la Belgique, mais que son rêve reste de jouer pour l'équipe du Maroc,.

## Style de jeu
Zakaria El Ouahdi est un attaquant réputé pour son style de jeu vif, technique et créatif. Doté d'une agilité exceptionnelle, il excelle dans les espaces réduits, ce qui lui permet de se faufiler entre les défenseurs adverses. Il est également connu pour sa rapidité et sa capacité à changer de direction rapidement, ce qui lui permet de déstabiliser les défenses et de créer des occasions de but. Avec l'équipe du Maroc olympique, il s'essaie au poste d'arrière droit et livre de remarquables prestations lors de la Coupe d'Afrique des nations des moins de 23 ans.
En termes de technique, El Ouahdi possède une excellente maîtrise du ballon et une grande précision dans ses passes et ses tirs. Il est capable de réaliser des dribbles serrés et des feintes déconcertantes pour éliminer les défenseurs. De plus, sa vision du jeu lui permet de trouver rapidement ses coéquipiers démarqués et de contribuer à la construction d'actions offensives, comme ce fut le cas lors de ses débuts au RWD Molenbeek avec Ivann Botella,.
Bien qu'il soit principalement utilisé comme attaquant de pointe, il est également capable de jouer sur les côtés ou en soutien de l'attaquant principal. Sa lecture du jeu et sa capacité à s'adapter aux différentes situations lui permettent de prendre des décisions rapides et judicieuses sur le terrain, faisant de lui un joueur redoutable et difficile à défendre.

## Statistiques

### Statistiques détaillées
| Saison                | Club                  | Championnat           | Championnat | Championnat | Championnat | Coupe(s) nationale(s) | Coupe(s) nationale(s) | Coupe(s) nationale(s) | Compétition(s) continentale(s) | Compétition(s) continentale(s) | Compétition(s) continentale(s) | Compétition(s) continentale(s) | Maroc | Maroc | Maroc | Total | Total | Total |
| Saison                | Club                  | Division              | M.          | B.          | P.d.        | M.                    | B.                    | P.d.                  | Comp.                          | M.                             | B.                             | P.d.                           | M.    | B.    | P.d.  | M.    | B.    | P.d.  |
| 2021-2022             | RWD Molenbeek         | Proximus League       | 21          | 1           | 1           | 2                     | 0                     | 0                     | -                              | -                              | -                              | -                              | -     | -     | -     | 23    | 1     | 1     |
| 2022-2023             | RWD Molenbeek         | Proximus League       | 25          | 7           | 4           | 4                     | 0                     | 0                     | -                              | -                              | -                              | -                              | -     | -     | -     | 29    | 7     | 4     |
| 2023-2024             | RWD Molenbeek         | Pro League            | 5           | 0           | 0           | -                     | -                     | -                     | -                              | -                              | -                              | -                              | -     | -     | -     | 5     | 0     | 0     |
| Sous-total            | Sous-total            | Sous-total            | 51          | 8           | 5           | 6                     | 0                     | 0                     | -                              | -                              | -                              | -                              | -     | -     | -     | 57    | 8     | 5     |
| 2023-2024             | KRC Genk              | Pro League            | 11          | 0           | 2           | 2                     | 0                     | 0                     | C1+C3+C4                       | 1                              | 0                              | 0                              | -     | -     | -     | 14    | 0     | 2     |
| Sous-total            | Sous-total            | Sous-total            | 11          | 0           | 2           | 2                     | 0                     | 0                     | -                              | 1                              | 0                              | 0                              | -     | -     | -     | 14    | 0     | 2     |
| Total sur la carrière | Total sur la carrière | Total sur la carrière | 62          | 8           | 7           | 8                     | 0                     | 0                     | -                              | 1                              | 0                              | 0                              | 0     | 0     | 0     | 71    | 8     | 7     |

### En sélection marocaine
Le tableau suivant liste les rencontres de l'équipe du Maroc U23 des catégories des jeunes dans lesquelles Zakaria El Ouahdi a été sélectionné depuis le 22 mars 2023.
| Catégorie | Date             | Lieu          | Adversaire             | Résultat | Minutes | Compétition     | Buts | Passes | Capitaine | Club          |
| --------- | ---------------- | ------------- | ---------------------- | -------- | ------- | --------------- | ---- | ------ | --------- | ------------- |
| Maroc U23 | 22 mars 2023     | Rabat         | Côte d'Ivoire          | 2 – 3    | 86 min  | Match amical    | 1    | 1      | Non       | RWD Molenbeek |
| Maroc U23 | 24 mars 2023     | Rabat         | Togo                   | 2 – 0    | 46 min  | Match amical    | 0    | 0      | Non       | RWD Molenbeek |
| Maroc U23 | 27 mars 2023     | Rabat         | Ouzbékistan            | 3 – 0    | 90 min  | Match amical    | 0    | 0      | Non       | RWD Molenbeek |
| Maroc U23 | 15 juin 2023     | Rabat         | Mauritanie             | 4 – 1    | 90 min  | Match amical    | 0    | 2      | Non       | RWD Molenbeek |
| Maroc U23 | 24 juin 2023     | Rabat         | Guinée                 | 2 – 1    | 90 min  | CAN U23         | 0    | 0      | Non       | RWD Molenbeek |
| Maroc U23 | 27 juin 2023     | Rabat         | Ghana                  | 5 – 1    | 90 min  | CAN U23         | 0    | 0      | Non       | RWD Molenbeek |
| Maroc U23 | 4 juillet 2023   | Rabat         | Mali                   | 2 – 2    | 120 min | CAN U23         | 1    | 0      | Non       | RWD Molenbeek |
| Maroc U23 | 8 juillet 2023   | Rabat         | Égypte                 | 2 – 1    | 58 min  | CAN U23         | 0    | 0      | Non       | RWD Molenbeek |
| Maroc U23 | 7 septembre 2023 | Fès           | Brésil                 | 1 – 0    | 80 min  | Match amical    | 1    | 0      | Non       | KRC Genk      |
| Maroc U23 | 12 octobre 2023  | Casablanca    | Irak                   | 0 – 1    | 90 min  | Match amical    | 0    | 0      | Non       | KRC Genk      |
| Maroc U23 | 16 octobre 2023  | Casablanca    | République dominicaine | 3 – 1    | 76 min  | Match amical    | 0    | 0      | Non       | KRC Genk      |
| Maroc U23 | 16 novembre 2023 | Murcie        | Danemark               | 0 – 3    | 90 min  | Match amical    | 0    | 0      | Non       | KRC Genk      |
| Maroc U23 | 21 novembre 2023 | Murcie        | États-Unis             | 1 – 0    | 2 min   | Match amical    | 0    | 0      | Non       | KRC Genk      |
| Maroc U23 | 22 mars 2024     | Antalya       | Ukraine                | 1 – 0    | 90 min  | Match amical    | 0    | 0      | Non       | KRC Genk      |
| Maroc U23 | 24 juillet 2024  | Saint-Étienne | Argentine              | 1 – 2    | 90 min  | Jeux olympiques | 0    | 0      | Non       | KRC Genk      |
| Maroc U23 | 27 juillet 2024  | Saint-Étienne | Ukraine                | 2 – 1    | 90 min  | Jeux olympiques | 0    | 0      | Non       | KRC Genk      |
| Maroc U23 | 30 juillet 2024  | Nice          | Irak                   | 3 – 0    | 90 min  | Jeux olympiques | 0    | 1      | Non       | KRC Genk      |
| Maroc U23 | 2 août 2024      | Paris         | États-Unis             | 4 – 0    | 90 min  | Jeux olympiques | 0    | 0      | Non       | KRC Genk      |
| Maroc U23 | 5 août 2024      | Marseille     | Espagne                | 2 – 1    | 90 min  | Jeux olympiques | 0    | 0      | Non       | KRC Genk      |
| Maroc U23 | 8 août 2024      | Nantes        | Égypte                 | 0 – 6    | 90 min  | Jeux olympiques | 0    | 0      | Non       | KRC Genk      |

### Matchs internationaux
Le tableau suivant liste les rencontres de l'équipe du Maroc dans lesquelles Zakaria El Ouahdi a été sélectionné depuis le 9 juin 2025 jusqu'à présent.
| # | Date        | Stade                        | Adversaire | Résultat | Minutes | Compétition  | Buts | Passes | Capitaine | Club     |
| - | ----------- | ---------------------------- | ---------- | -------- | ------- | ------------ | ---- | ------ | --------- | -------- |
| 1 | 9 juin 2025 | Complexe sportif de Fès, Fès | Bénin      | 1 – 0    | 90 min  | Match amical | 0    | 0      | Non       | KRC Genk |

| Résultat : - G = Victoire - N = Match nul - P = Défaite |

## Palmarès

### En club
RWD Molenbeek
- Proximus League :
  - Champion : 2023.
  - Vice-champion : 2022.

### En sélection
Maroc -23 ans
- Coupe d'Afrique des nations :
  -  Vainqueur : 2023.

- Jeux olympiques
  -  Bronze : Paris 2024

### Distinctions personnelles

#### Avec le RWD Molenbeek
- 2023 : Meilleur joueur de la saison du RWD Molenbeek[78].
- 2023 : Dans l'équipe type de la saison 2022-23 en Proximus League (D2)[79].

#### En sélection
- 2023 : Dans l'équipe type de la Coupe d'Afrique des nations U23[57].

## Sources
- Sébastien Sterpigny, « Zakaria El Ouahdi, le chouchou du stade Machtens », La DH Les Sports+,‎ 12 décembre 2022 (lire en ligne)
- Sebastien Hellinckx, « D1B – El Ouahdi, un jeune gamin qui n’a pas froid aux yeux », Sudinfo.be,‎ 16 décembre 2022 (lire en ligne)
- Sébastien Sterpigny, « Zakaria El Ouahdi, le petit jeune devenu indispensable au RWDM », La DH Les Sports+,‎ 8 avril 2023 (lire en ligne)